# علیان‌ها

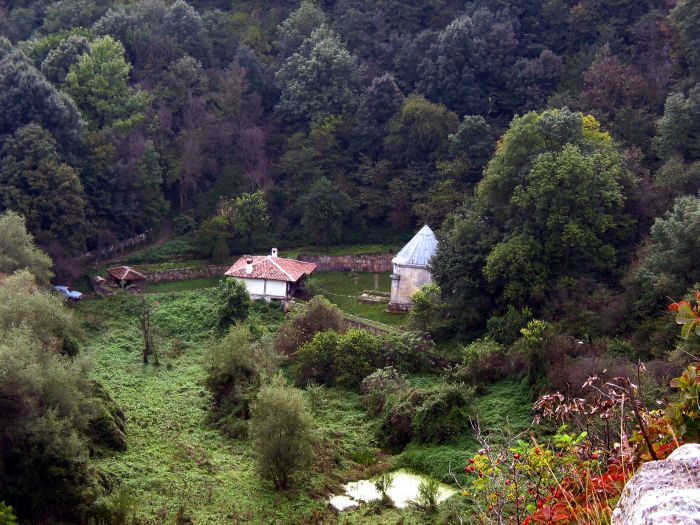
تکیه دمیر بابا، مکان مقدس علیان

جامعه قزلباش علیانِ (به بلغاری: алиани، به ترکی: Alevi)، یک فرقه شیعه هستند که به طریقیت صوفیان مولوی شباهت دارند و در چندین منطقه بلغارستان زندگی می‌کنند. علیان نام «علی» را که توسط حلقه ۱۲ امام (اولیاء) حمل می‌شود، ارج می‌گذارند و آن را نشأت الله می‌دانند. آیین‌های عرفانی درویشان سرگردان را دنبال می‌کنند.

## مکان
در بلغارستان، علیان عمدتاً در روستاهای یابلانوو و مالکو سِلو در استان اسلیون زندگی می‌کنند. سوار، اوستروو، مادروو، سوشتری، بیسرتسی و لاوینو در استان رازگراد، پرسلاوچی، چرنیک و برادواری در استان سیلیسترا و موگیلتس و بایاچوو در استان تارگویشته نیز اقلیت‌های علوی در خود دارند.